# پونتیوی
پونتیوی (به فرانسوی: Pontivy) یک کمون در فرانسه است که در canton of Pontivy واقع شده‌است.

## خصوصیات
پونتیوی ۲۴٫۸۵ کیلومترمربع مساحت و ۱۳٬۵۰۸ نفر جمعیت دارد و ۶۰ متر بالاتر از سطح دریا واقع شده‌است.

## خواهرخوانده
شهرهای ناپولونویل، لوئیزیانا، وزلینگن، تاویستوک، دوون و Ouélessébougou خواهرخوانده‌های پونتیوی هستند.